# Ghorghoreh
Ghorghoreh (persiska: غرغره) är en ort i Iran.   Den ligger i provinsen Khorasan, i den nordöstra delen av landet, 800 km öster om huvudstaden Teheran. Ghorghoreh ligger 1 010 meter över havet och antalet invånare är 145.
Terrängen runt Ghorghoreh är huvudsakligen kuperad, men åt sydväst är den platt. Runt Ghorghoreh är det ganska tätbefolkat, med 124 invånare per kvadratkilometer. Närmaste större samhälle är Ābderāz, 5,4 km norr om Ghorghoreh. Omgivningarna runt Ghorghoreh är i huvudsak ett öppet busklandskap.